# Де е България?
„Де е България?“ е стихотворение на българския поет Иван Вазов. То е публикувано за пръв път в Румъния в неговата първа стихосбирка „Пряпорец и гусла“ от 1876 година. По-късно композиторът Панайот Пипков пише музика за песен по част от стихотворението, която става популярна детска хорова песен. Музиката на Пипков е аранжирана и като военен марш.